# Masala movie
Masala movie – gatunek filmowy specyficzny dla indyjskiej kinematografii (m.in. Bollywoodu). Jego nazwa pochodzi od mieszanki przypraw (masala). Podobnie jak przyprawa, masala movie jest mieszanką wielu gatunków filmowych, głównie musicalu z melodramatem i komedią romantyczną, ale także kryminałem, thrillerem, filmem akcji, a ostatnio nawet z horrorem. Wszystkie są ze sobą połączone akcją, scenerią, siłą emocji, muzyką i tańcem oraz wielością barw. Przeciętnie film masala movie trwa od 2 do 3 godzin i jest w nim średnio pięć piosenek. Obecnie masala movie stanowią 90% wszystkich filmów kręconych w Indiach.